# Гарвардський степ-тест
Гарвардський степ-тест — функціональний тест, який дозволяє кількісно оцінити відновлювальні процеси після фізичного навантаження, а також використовується для виявлення і діагностування серцево-судинних захворювань. Чим швидше частота серцевих скорочень повертається до стану спокою, в тим кращій фізичній формі знаходиться організм людини.
Тест був розроблений в Гарвардському університеті США у 1942 році.

## Процедура проведення тесту
Для того, щоб провести гарвардський степ-тест, задається фізичне навантаження у вигляді сходження на сходинку. Для чоловіків висота сходинки має бути рівною 50 см, для жінок - 43 см. Необхідно протягом 5-ти хвилин, виконувати вправу по сходженню на сходинку з частотою 30 разів в 1 хвилину. Кожен підйом та спуск складається з наступних дій:
- підйом однієї ноги на сходинку
- людина стає двома ногами на сходинку і приймає вертикальне положення
- опускається на підлогу нога, з якої починалося сходження
- опускається друга нога на підлогу

Одразу після закінчення вправи, людина, яка проходить тест, сідає і у неї тричі вимірюють частоту пульсу протягом 30 с, перший раз за проміжок від 60-ї до 90-ї с, другий — від 120-ї до 150-ї с і далі — від 180-ї до 210-ї с. Результати тестування отримуються після підрахунку індексу Гарвардського степ-тесту (ІГСТ):
ІГСТ = t × 100 / ((f1 + f2 + f3) × 2),
де t — час сходження на сходинку в секундах, f1 + f2 + f3 — число серцевих скорочень у зазначені вище періоди часу відновлюваного періоду. Величина 100 необхідна для того, щоб отримати цілі значення ІГСТ.